# Katrin Rutschow-Stomporowski
Katrin Rutschow-Stomporowski (2 de abril de 1975 en Waren (Müritz)) es una exremera alemana que llegó a ser dos veces campeona olímpica de remo.

## Biografía
Ganó el oro olímpico en los Juegos Olímpicos de Sídney 2000, y repitió el oro en Atenas 2004, en ambas ocasiones en la especialidad de cuatro scull. Cuatro años más tarde en la misma especialidad solo pudo ser tercera.